# ガストフロント

積乱雲からの下降流が水平に転じた時点の気流を示す断面図。"outflow front"と記されている太線がガストフロント。

ガストフロント (gust front) とは、積乱雲からの冷たい下降気流が水平に吹き出し、周囲の暖かい空気と衝突した際にできる、上昇気流を伴った小規模な前線のことである。付近では突風が吹くことがある。gustは突風、frontは前線を意味し、かつては突風前線、陣風前線とも呼ばれた。

## 構造

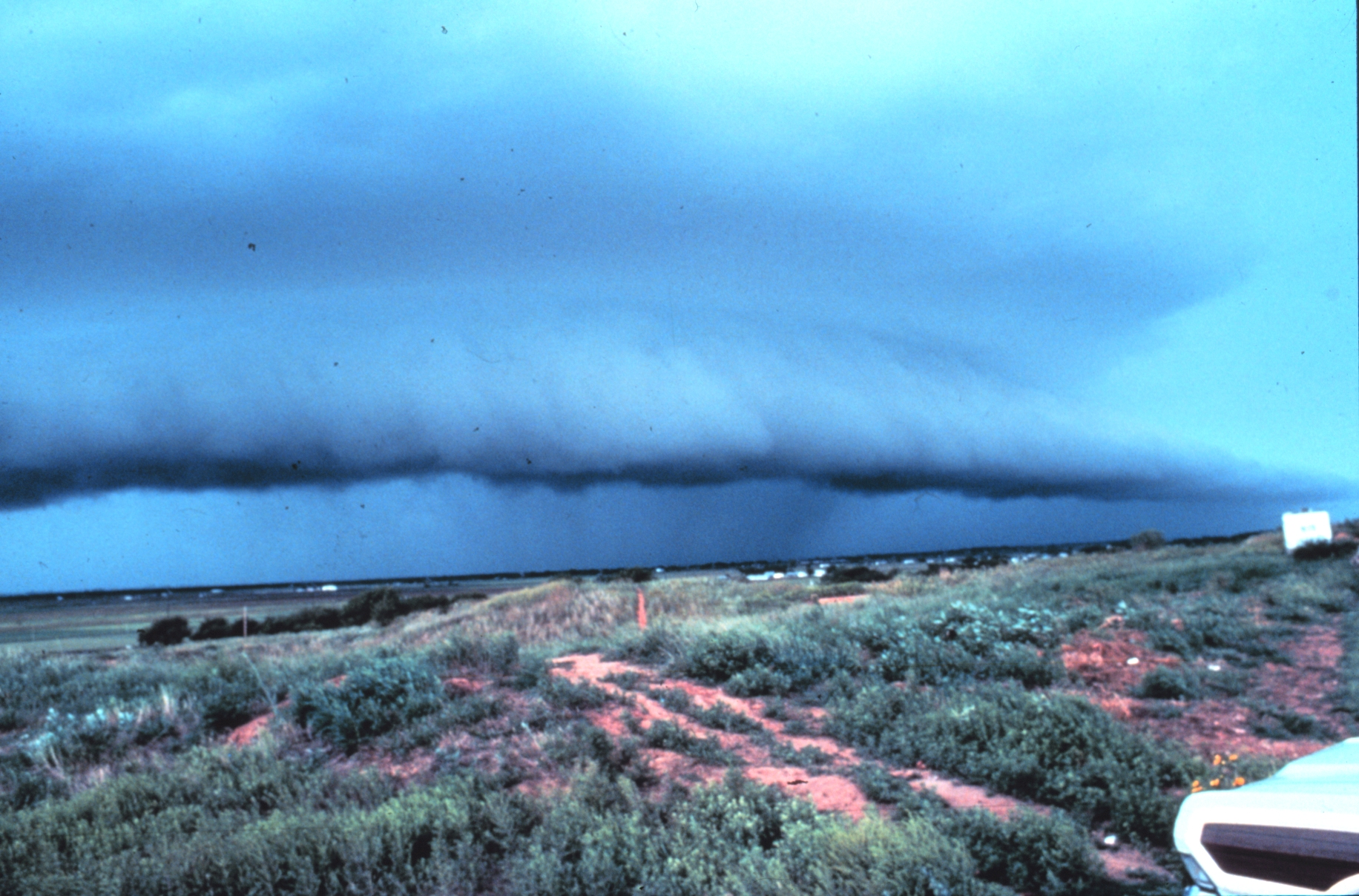
ガストフロントに伴うアーチ雲

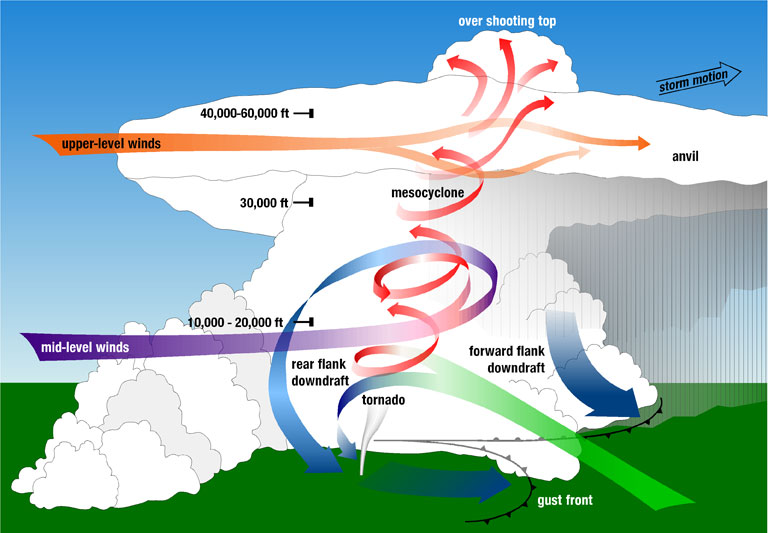
スーパーセル内の気流の流れを示した図。一番下にある"gust front"がガストフロント。

スーパーセルを地図に表した図。図中に2つある前線がガストフロント。

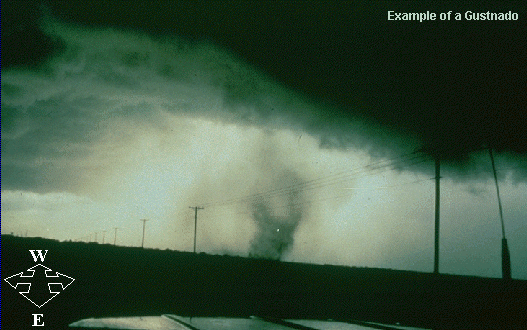
渦巻状の突風（ガストネード）（2002年10月・アメリカ ウィスコンシン州）

発達する積乱雲内では、雨粒や霰などが空気を引きずり下ろすとともに蒸発などにより空気を冷やすことで、特に成熟期から消滅期において下降気流（下降流）が生じ、時にこれが強まる。
下降流は地表に達すると、地表に沿い水平に四方へと流れ出す。これを冷気外出流 (cold outflow) といい、周囲の暖かい空気に対して冷たい流れが密度の差によって生み出されている一種の密度流（重力流）である。ここで生じている暖かい空気と冷たい空気の衝突面あるいは線をガストフロントと呼ぶ。outflow boundary（噴流境界）と呼ばれる場合もある。
また、冷気外出流の中には強い下降流によって急激に風速が増すものがあって、一定以上の風速増加があるものをダウンバースト (down burst) と呼ぶ。ダウンバーストの下降流と周囲の暖気との境界にもガストフロントは形成される。
四方へと流れ出す冷気外出流が形成するガストフロントは上空から見て円弧状になるが、複数重なるなどして直線に近くなるものもある。ガストフロントの大きさは水平方向に数十から100キロメートル、鉛直方向の厚さは数百から2,000メートルである。周囲の風の状況によっては、母雲である雨域から数十キロメートル風上に先行して現れることがある。
ガストフロントの鉛直方向の断面を見ると、気流の特徴からノーズ (nose) およびヘッド (head) と呼ばれる部分がある。冷気外出流の先端で前方に突き出すノーズは、地表の摩擦の効果で流れが遅くなる部分で、高度は200メートル前後。ここで持ち上げられた流れがその後方上部に回り込んでいるヘッドは、冷気が上空に盛り上がっている部分で、高度は約1 - 2キロメートル。ノーズの後方地表付近に最も風が強い部分がある。
ガストフロントに相対する暖かい空気はノーズからヘッドへ上空に持ち上げられる。湿潤な場合は水蒸気が凝結してアーチ雲（アーク状雲、アーククラウド）と呼ばれる特徴的な雲を形成、ヘッドを乗り越えて少し下降する部分で消散する。降雨レーダーや気象衛星の雲画像にも細長い円弧状に映る。
なお、ノーズ付近にはわずかに気圧が高まって高圧部が、反対にヘッド付近には低圧部ができ、ノーズで上昇してヘッドで下降する循環が生じている。典型的には、地上ではガストフロントの通過時に気圧の上昇、気温の急な低下、短時間の降水がみられる。
アーチ雲はガストフロントの形を可視化するが、強風が地面から砂塵を巻き上げた砂嵐が同様に可視化することがある。

## 対流などへの寄与
ガストフロントの持ち上げは一定条件下で新たな積乱雲の発生のきっかけとなる。すなわち、大気が条件付不安定のとき大気の下層が自由対流高度まで持ち上げられるような強制的な上昇流があれば、そこで対流が新たに発達して積乱雲（降水セル）が成長する。より大きなスケールの風向などの条件が揃えば、世代交代が複数の降水セルにより持続的に行われ組織化するメソ対流系が生じたり、単体で低気圧のように回転構造を持つ巨大な降水セルのスーパーセルが生じたりする。
スーパーセルでは、その進行方向の前方("Forward-flank gust front")と後方("Rear-flank gust front")にガストフロントが生じる。ふつう後方のほうが温度差が大きいが、前方のものはフロント背後の循環（水平渦）を立ち上げてメソサイクロンが中層から下層まで発達する（渦が90度傾き引き込まれる）のに寄与していると考えられる。
また、ガストフロントに関係して竜巻の2つの発生メカニズムがわかっている。1つは、ガストフロントを境に水平シアが大きいときにフロント沿いに鉛直渦（マイソサイクロン）がいくつも生じ、そこに積乱雲が移動してきて上昇流が渦を引き延ばすもの。もう1つは、スーパーセルにおいてメソサイクロンが下層まで発達しているとき、後方ガストフロント背後の水平渦が強い下降流で地表に下ろされると同時にメソサイクロン自体の上昇流による立ち上げを受けて鉛直渦となって引き延ばされるもの。
スコールラインは複数のガストフロントが並んで直線状になりメソ対流系を生じたもの。ふつう、母体となった対流の進行方向前方に母体より速く前進してゆく。
集中豪雨が起こるような大気が不安定で湿った状態では、相対的に大きなスケールの前線や地形による収束などの環境下で、複数のガストフロントの交差などが積乱雲群の最初の発生点になる（「対流の起爆」ともいう）ことがある。
上昇気流を伴った激しい突風は、不安定で短命な竜巻のような旋風を発生させることがある。これはgust front tornadoといい、俗語でgustnado（ガストネード）あるいはgustinadoと呼ぶこともある。積乱雲とは接続しない上昇気流を伴う渦で、竜巻とは区別される。

## ガストフロントに伴う突風災害
ガストフロント付近で発生する突風はおおむね風速20 - 30 メートル毎秒(m/s)程度で、藤田スケールF0に相当し、竜巻に比べて弱く、目立った被害が報じられることが少ない。
2008年7月27日には福井県敦賀市でガストフロントに伴うF0相当の突風が発生し、大型のテントが舞い上がり死傷者が出た。このときのテントは20 m/s弱で飛ばされることが調査で判明しているように、テントなど仮設の構造物や大型遊具などには、突風が直撃した場合の潜在的な危険があると考えられる。
航空機の運行では、ガストフロントを通過する際の上昇流や下降流、急な向かい風、乱気流は離陸・着陸の際のコース逸脱などの危険要因となる。

## 予報
ガストフロントをはじめ突風の観測には、降水粒子の移動速度を捉えるドップラー・レーダーが有効。空港ではドップラー・レーダーによる監視が行われる。一般の天気予報においては、ドップラー・レーダーの逐次観測などをもとに短時間予測を行い、危険が高まったときには雷注意報に付随して「竜巻などの突風に注意」するよう呼びかける竜巻注意情報が発表される。
空にアーチ雲が見られた場合は、ガストフロントが近づき突風が吹く兆候となる。また、黒い雲の接近や強い雨、雷、雹などは突風全般の兆候である。